# Microrasbora
Genre
Microrasbora est un genre de poissons de la famille des Cyprinidae.

## Liste des espèces
Selon FishBase (20 novembre 2016) :
- Microrasbora microphthalma Jiang, Chen & Yang, 2008
- Microrasbora rubescens Annandale, 1918